# Världscupen i längdåkning 1997/1998
Världscupen i längdåkning 1997/1998 inleddes i Beitostölen i Norge den 22 november 1997 och avslutades i Oslo i Norge 14 mars 1998. Vinnare av totala världscupen blev Thomas Alsgaard från Norge på herrsidan och Larisa Lazutina från Ryssland på damsidan.

## Tävlingskalender

### Herrar
| Placering | Datum                         | Plats          | Distans                                         | Etta                                                                        | Tvåa                                                                    | Trea                                                                         |
| --------- | ----------------------------- | -------------- | ----------------------------------------------- | --------------------------------------------------------------------------- | ----------------------------------------------------------------------- | ---------------------------------------------------------------------------- |
| 1.        | 22 november 1997              | Beitostølen    | 10 kilometer klassisk stil                      | Bjørn Dæhlie                                                                | Vladimir Smirnov                                                        | Erling Jevne                                                                 |
| 2.        | 23 november 1997              | Beitostølen    | Stafett 4 × 10 kilometer                        | -                                                                           | -                                                                       | -                                                                            |
| 3.        | 7 december 1997               | Santa Caterina | Stafett 4 × 10 kilometer                        | RysslandMaksim Piczugin Vladimir Legotin Aleksej Prokurorov Sergej Tjepikov | Italien IIFabio Maj Silvio Fauner Pietro Piller Cottrer Roberto De Zolt | SverigeAnders Bergström Per Elofsson Torgny Mogren Henrik Forsberg           |
| 4.        | 10 december 1997              | Milano         | Sprint fristil                                  | Ari Palolahti                                                               | Thobias Fredriksson                                                     | Christian Hoffmann                                                           |
| 5.        | 13 december 1997              | Val di Fiemme  | 10 kilometer klassisk stil                      | Bjørn Dæhlie                                                                | Sture Sivertsen                                                         | Vladimir Smirnov                                                             |
| 6.        | 14 december 1997              | Val di Fiemme  | 15 kilometer fristil                            | Bjørn Dæhlie                                                                | Thomas Alsgaard                                                         | Michail Botvinov                                                             |
| 7.        | 16 december 1997              | Val di Fiemme  | 15 kilometer fristil                            | Fulvio Valbusa                                                              | Thomas Alsgaard                                                         | Bjørn Dæhlie                                                                 |
| 8.        | 20 december 1997              | Davos          | 30 kilometer klassisk stil                      | Bjørn Dæhlie                                                                | Thomas Alsgaard                                                         | Erling Jevne                                                                 |
| 9.        | 3 januari 1998                | Kavgolovo      | 30 kilometer fristil                            | Mika Myllylä                                                                | Thomas Alsgaard                                                         | Fabio Maj                                                                    |
| 10.       | 8 januari 1998                | Ramsau         | 15 kilometer klassisk stil                      | Thomas Alsgaard                                                             | Mika Myllylä                                                            | Jari Isometsä                                                                |
| 11.       | 10 januari 1998               | Ramsau         | 30 kilometer fristil                            | Thomas Alsgaard                                                             | Silvio Fauner                                                           | Michail Botvinov                                                             |
| 12.       | 11 januari 1998               | Ramsau         | Stafett 4 × 10 kilometer                        | -                                                                           | -                                                                       | -                                                                            |
| OS        | 7 februari - 24 februari 1998 | Nagano         | Längdskidåkning vid olympiska vinterspelen 1998 | Längdskidåkning vid olympiska vinterspelen 1998                             | Längdskidåkning vid olympiska vinterspelen 1998                         | Längdskidåkning vid olympiska vinterspelen 1998                              |
| 13.       | 6 mars 1998                   | Lahtis         | Stafett 4 × 10 kilometer                        | FinlandHarri Kirvesniemi Mika Myllylä Sami Repo Jari Isometsä               | NorgeFrode Estil Sture Sivertsen Anders Eide Thomas Alsgaard            | RysslandVladimir Legotin Aleksej Prokurorov Andrej Nutrichin Sergej Tjepikov |
| 14.       | 8 mars 1998                   | Lahtis         | 30 kilometer klassisk stil                      | Vladimir Smirnov                                                            | Thomas Alsgaard                                                         | Frode Estil                                                                  |
| 15.       | 11 mars 1998                  | Falun          | 10 kilometer fristil                            | Thomas Alsgaard                                                             | Michail Botvinov                                                        | Per Elofsson                                                                 |
| 16.       | 12 mars 1998                  | Falun          | Sprintstafett                                   | -                                                                           | -                                                                       | -                                                                            |
| 17.       | 14 mars 1998                  | Oslo           | 50 kilometer klassisk stil                      | Aleksej Prokurorov                                                          | Odd-Bjørn Hjelmeset                                                     | Bjørn Dæhlie                                                                 |
| 18.       | 15 mars 1998                  | Oslo           | Stafett 2 × 5 (K) + 2 × 10 (M)                  | -                                                                           | -                                                                       | -                                                                            |

### Damer
| Placering | Datum                         | Plats          | Distans                                         | Etta                                                                    | Tvåa                                                                       | Trea                                                                                    |
| --------- | ----------------------------- | -------------- | ----------------------------------------------- | ----------------------------------------------------------------------- | -------------------------------------------------------------------------- | --------------------------------------------------------------------------------------- |
| 1.        | 22 november 1997              | Beitostølen    | 5 kilometer klassisk stil                       | Larisa Lazutina                                                         | Bente Martinsen                                                            | Kateřina Neumannová                                                                     |
| 2.        | 23 november 1997              | Beitostølen    | Stafett 4 × 5 kilometer                         | -                                                                       | -                                                                          | -                                                                                       |
| 3.        | 7 december 1997               | Santa Caterina | Stafett 4 × 5 kilometer                         | -                                                                       | -                                                                          | -                                                                                       |
| 4.        | 10 december 1997              | Milano         | Sprint fristil                                  | Bente Martinsen                                                         | Trude Dybendahl                                                            | Anita Moen                                                                              |
| 5.        | 13 december 1997              | Val di Fiemme  | 5 kilometer klassisk stil                       | Bente Martinsen                                                         | Anita Moen                                                                 | Larisa Lazutina                                                                         |
| 6.        | 14 december 1997              | Val di Fiemme  | Stafett 4 × 10 kilometer                        | Ryssland ISvetlana Nagejkina Jelena Välbe Larisa Lazutina Olga Danilova | ItalienGabriella Paruzzi Manuela Di Centa Sabina Valbusa Stefania Belmondo | Ryssland IINatalia Baranova-Masolkina Olga Kornejeva Julija Tjepalova Nina Gavriljuk    |
| 7.        | 16 december 1997              | Val di Fiemme  | 15 kilometer fristil                            | Larisa Lazutina                                                         | Sabina Valbusa                                                             | Stefania Belmondo                                                                       |
| 8.        | 20 december 1997              | Davos          | 15 kilometer klassisk stil                      | Jelena Välbe                                                            | Svetlana Nagejkina                                                         | Anita Moen                                                                              |
| 9.        | 3 januari 1998                | Kavgolovo      | 10 kilometer fristil                            | Julia Tjepalova                                                         | Stefania Belmondo                                                          | Larisa Lazutina                                                                         |
| 10.       | 8 januari 1998                | Ramsau         | 10 kilometer klassisk stil                      | Marit Mikkelsplass                                                      | Bente Martinsen                                                            | Kateřina Neumannová                                                                     |
| 11.       | 9 januari 1998                | Ramsau         | 5 kilometer fristil                             | Bente Martinsen                                                         | Larisa Lazutina                                                            | Kateřina Neumannová                                                                     |
| 12.       | 11 januari 1998               | Ramsau         | 10 kilometer fristil                            | Stefania Belmondo                                                       | Larisa Lazutina                                                            | Marit Mikkelsplass                                                                      |
| OS        | 7 februari - 24 februari 1998 | Nagano         | Längdskidåkning vid olympiska vinterspelen 1998 | Längdskidåkning vid olympiska vinterspelen 1998                         | Längdskidåkning vid olympiska vinterspelen 1998                            | Längdskidåkning vid olympiska vinterspelen 1998                                         |
| 13.       | 8 mars 1998                   | Lahtis         | 15 kilometer fristil                            | Stefania Belmondo                                                       | Larisa Lazutina                                                            | Svetlana Nagejkina                                                                      |
| 14.       | 9 mars 1998                   | Lahtis         | Stafett 4 × 5 kilometer                         | Ryssland IOlga Danilova Larisa Lazutina Nina Gavriljuk Julia Tjepalova  | NorgeBente Martinsen Marit Mikkelsplass Elin Nilsen Trude Dybendahl        | Ryssland IISvetlana Nagejkina Natalia Baranova-Masolkina Olga Kornejeva Irina Skladneva |
| 15.       | 11 mars 1998                  | Falun          | 5 kilometer fristil                             | Larisa Lazutina                                                         | Stefania Belmondo                                                          | Julia Tjepalova                                                                         |
| 16.       | 12 mars 1998                  | Falun          | Sprintstafett                                   | -                                                                       | -                                                                          | -                                                                                       |
| 17.       | 14 mars 1998                  | Oslo           | 30 kilometer klassisk stil                      | Larisa Lazutina                                                         | Svetlana Nagejkina                                                         | Anita Moen                                                                              |
| 18.       | 15 mars 1998                  | Oslo           | Stafett 2 × 5 (K) + 2 × 10 (M)                  | -                                                                       | -                                                                          | -                                                                                       |

## Slutställning

### Herrar
| Placering | Åkare               | Poäng |
| 1.        | Thomas Alsgaard     | 790   |
| 2.        | Bjørn Dæhlie        | 678   |
| 3.        | Vladimir Smirnov    | 431   |
| 4.        | Michail Botvinov    | 330   |
| 5.        | Jari Isometsä       | 316   |
| 6.        | Fulvio Valbusa      | 310   |
| 7.        | Mika Myllylä        | 308   |
| 8.        | Erling Jevne        | 292   |
| 9.        | Silvio Fauner       | 273   |
| 10.       | Mathias Fredriksson | 268   |
| . . .     |                     |       |
| 95.       | Janusz Krężelok     | 2     |

| Placering | Åkare               | Poäng |
| 1.        | Thomas Alsgaard     | 486   |
| 2.        | Bjørn Dæhlie        | 482   |
| 3.        | Vladimir Smirnov    | 247   |
| 4.        | Michail Botvinov    | 230   |
| 5.        | Fulvio Valbusa      | 226   |
| 6.        | Henrik Forsberg     | 191   |
| 7.        | Erling Jevne        | 161   |
| 8.        | Mathias Fredriksson | 148   |
| 9.        | Jari Isometsä       | 140   |
| 10.       | Per Elofsson        | 130   |
| . . .     |                     |       |
| 78.       | Janusz Krężelok     | 2     |

| Placering | Åkare              | Poäng |
| 1.        | Thomas Alsgaard    | 351   |
| 2.        | Bjørn Dæhlie       | 196   |
| 2.        | Mika Myllylä       | 196   |
| 4.        | Vladimir Smirnov   | 184   |
| 5.        | Jari Isometsä      | 176   |
| 6.        | Aleksej Prokurorov | 156   |
| 7.        | Fabio Maj          | 155   |
| 8.        | Silvio Fauner      | 145   |
| 9.        | Frode Estil        | 142   |
| 10.       | Erling Jevne       | 131   |
| . . .     |                    |       |
| 72.       | Janusz Krężelok    | 0     |

### Damer
| Placering | Åkare              | Poäng |
| 1.        | Larisa Lazutina    | 773   |
| 2.        | Bente Martinsen    | 625   |
| 3.        | Stefania Belmondo  | 544   |
| 4.        | Anita Moen         | 462   |
| 5.        | Marit Mikkelsplass | 416   |
| 6.        | Svetlana Nagejkina | b.d.  |
| 7.        | Olga Danilova      | 363   |
| 8.        | Trude Dybendahl    | 333   |
| 9.        | Irina Taranenko    | 329   |
| 10.       | Julia Tjepalova    | 314   |
| . . .     |                    |       |
| 63.       | Małgorzata Ruchała | 9     |

| Placering | Åkare               | Poäng |
| 1.        | Bente Martinsen     | 525   |
| 2.        | Larisa Lazutina     | 480   |
| 3.        | Stefania Belmondo   | 355   |
| 4.        | Anita Moen          | 336   |
| 5.        | Marit Mikkelsplass  | 281   |
| 6.        | Trude Dybendahl     | 244   |
| 7.        | Irina Taranenko     | 206   |
| 8.        | Nina Gavriljuk      | 204   |
| 9.        | Kateřina Neumannová | 200   |
| 10.       | Olga Danilova       | 199   |
| . . .     |                     |       |
| 59.       | Małgorzata Ruchała  | 9     |

| Placering | Åkare              | Poäng |
| 1.        | Larisa Lazutina    | 293   |
| 2.        | Svetlana Nagejkina | b.d.  |
| 3.        | Stefania Belmondo  | 208   |
| 4.        | Olga Danilova      | 164   |
| 5.        | Jelena Välbe       | 136   |
| 6.        | Marit Mikkelsplass | 135   |
| 7.        | Anita Moen         | 126   |
| 8.        | Irina Taranenko    | 123   |
| 8.        | Julia Tjepalova    | 123   |
| 10.       | Bente Martinsen    | 106   |
| . . .     |                    |       |
| 51.       | Małgorzata Ruchała | 0     |

### Fotnoter
1. 1 2  FIS redovisar inte poängen för Nagiejkinę